# Diocesi di Wollongong
La diocesi di Wollongong (in latino Dioecesis Vollongongensis) è una sede della Chiesa cattolica in Australia suffraganea dell'arcidiocesi di Sydney. Nel 2022 contava 196.575 battezzati su 746.180 abitanti. È retta dal vescovo Brian Mascord.

## Territorio
La diocesi comprende una regione costiera del Nuovo Galles del Sud, in Australia.
Sede vescovile è la città di Wollongong, dove si trova la cattedrale di San Francesco Saverio.
Il territorio è suddiviso in 32 parrocchie.

## Storia
La diocesi è stata eretta il 15 novembre 1951 con la bolla Non parum sane di papa Pio XII, ricavandone il territorio dall'arcidiocesi di Sydney e dall'arcidiocesi di Canberra e Goulburn.
Il 6 giugno 1959, con la lettera apostolica Ecclesiae filii, papa Giovanni XXIII ha proclamato la Beata Maria Vergine, venerata con il titolo del Cuore Immacolato, patrona principale della diocesi.

## Cronotassi dei vescovi
Si omettono i periodi di sede vacante non superiori ai 2 anni o non storicamente accertati.
- Thomas Absolam McCabe † (15 novembre 1951 - 10 maggio 1974 dimesso)
- William Edward Murray † (5 giugno 1975 - 12 aprile 1996 ritirato)
- Philip Edward Wilson † (12 aprile 1996 - 30 novembre 2000 nominato arcivescovo coadiutore di Adelaide)
- Peter William Ingham † (6 giugno 2001 - 30 novembre 2017 ritirato)
- Brian Mascord, dal 30 novembre 2017

## Statistiche
La diocesi nel 2022 su una popolazione di 746.180 persone contava 196.575 battezzati, corrispondenti al 26,3% del totale.
| anno | popolazione | popolazione | popolazione | presbiteri | presbiteri | presbiteri | presbiteri                | diaconi | religiosi | religiosi | parrocchie |
| anno | battezzati  | totale      | %           | numero     | secolari   | regolari   | battezzati per presbitero | diaconi | uomini    | donne     | parrocchie |
| ---- | ----------- | ----------- | ----------- | ---------- | ---------- | ---------- | ------------------------- | ------- | --------- | --------- | ---------- |
| 1965 | 62.257      | 242.181     | 25,7        | 93         | 43         | 50         | 669                       |         | 99        | 246       | 28         |
| 1970 | 80.000      | 295.000     | 27,1        | 103        | 50         | 53         | 776                       |         | 141       | 242       | 29         |
| 1980 | 107.300     | 390.000     | 27,5        | 99         | 43         | 56         | 1.083                     |         | 115       | 251       | 29         |
| 1990 | 140.000     | 550.000     | 25,5        | 88         | 43         | 45         | 1.590                     |         | 105       | 192       | 30         |
| 1999 | 170.622     | 599.069     | 28,5        | 74         | 38         | 36         | 2.305                     |         | 82        | 178       | 32         |
| 2000 | 173.350     | 608.650     | 28,5        | 80         | 37         | 43         | 2.166                     |         | 93        | 188       | 32         |
| 2001 | 178.550     | 626.900     | 28,5        | 76         | 38         | 38         | 2.349                     |         | 90        | 174       | 32         |
| 2002 | 189.254     | 664.514     | 28,5        | 76         | 40         | 36         | 2.490                     |         | 89        | 163       | 32         |
| 2003 | 186.613     | 618.616     | 30,2        | 76         | 38         | 38         | 2.455                     |         | 95        | 188       | 31         |
| 2004 | 195.669     | 647.912     | 30,2        | 75         | 40         | 35         | 2.608                     |         | 92        | 193       | 28         |
| 2010 | 185.000     | 646.000     | 28,6        | 74         | 37         | 37         | 2.500                     |         | 79        | 118       | 31         |
| 2014 | 190.000     | 669.000     | 28,4        | 73         | 39         | 34         | 2.602                     | 1       | 71        | 107       | 31         |
| 2017 | 198.300     | 697.900     | 28,4        | 76         | 40         | 36         | 2.609                     | 1       | 69        | 107       | 32         |
| 2020 | 191.000     | 725.000     | 26,3        | 79         | 40         | 39         | 2.417                     | 2       | 77        | 100       | 32         |
| 2022 | 196.575     | 746.180     | 26,3        | 72         | 38         | 34         | 2.730                     | 4       | 65        | 93        | 32         |